# Love at First Sight (Kylie Minogue)
Love at First Sight è un brano pop-dance cantato dalla cantautrice australiana Kylie Minogue per il suo ottavo album Fever del 2001.

## Video
Il video girato per il brano e trasmesso per la prima volta il 10 giugno 2002, riproduce il tema futuristico del progetto Fever, in cui i ballerini in un ambiente fantascientifico eseguono una danza di Tae Bo.
Inoltre si vede il quadrato, che nel periodo 1997-2005 era presente anche nella sigla di tutte le edizioni del TG5.

## Riconoscimenti
La canzone fu nominata nel 2002 per il Grammy Awards nella categoria "Miglior disco dance", prima nomination ai grammy della Minogue. Inoltre vinse il premio di MTV come "miglior brano Pop" ed ha venduto circa 3 milioni di copie in tutto il mondo, piazzandosi ventottesimo nella classifica singoli più venduti del 2002.

## Tracce e formati
International CD single #1
1. "Love at First Sight" – 3:59
2. "Can't Get Blue Monday Out of My Head" – 4:03
3. "Baby" – 3:48
4. "Love at First Sight" music video

International CD single #2
1. "Love at First Sight" – 3:59
2. "Love at First Sight" (Ruff and Jam Club mix) – 9:31
3. "Love at First Sight" (The Scumfrog's Beauty and the Beast Vocal edit) – 4:26

Australian CD single
1. "Love at First Sight" – 3:59
2. "Can't Get Blue Monday out of My Head" – 4:03
3. "Baby" – 3:48
4. "Love at First Sight" (Ruff and Jam Club mix) – 9:31
5. "Love at First Sight" (Twin Masterplan mix) – 5:55
6. "Love at First Sight" (The Scumfrog's Beauty and the Beast Vocal edit) – 4:26

Vinyl single
1. "Love at First Sight" – 3:59
2. "Love at First Sight" (Kid Creme Vocal dub) — 6:27
3. "Can't Get You out of My Head" – 4:03
4. "Love at First Sight" (The Scumfrog's Beauty and the Beast Vocal mix) – 8:54
5. "Love at First Sight" (The Scumfrog's Beauty and the Beast Acappella) – 1:34

## Remix ufficiali
1. "Love at First Sight" (Album edit) – 3:58
2. "Love at First Sight" (Ruff and Jam Radio Vocal 7") – 3:38
3. "Love at First Sight" (Ruff and Jam U.S. remix) – 3:38
4. "Love at First Sight" (Ruff and Jam Lounge mix) – 4:41
5. "Love at First Sight" (The Scumfrog's Beauty and the Beast dub) – 8:54
6. "Love at First Sight" (Kid Creme Vocal-Less dub) – 6:23
7. "Love at First Sight" (Kid Creme Vocal edit) – 2:35
8. "Love at First Sight" (David Guetta & Joachim Garraud Dancefloor Killa mix) – 6:26
9. "Love at First Sight" (David Guetta & Joachim Garraud Mekaniko mix) – 6:21

## Classifiche
| Classifica (2002) | Posizione massima |
| ----------------- | ----------------- |
| Australia         | 3                 |
| Austria           | 29                |
| Belgio (Fiandre)  | 25                |
| Belgio (Vallonia) | 29                |
| Canada            | 5                 |
| Croazia           | 7                 |
| Danimarca         | 10                |
| Finlandia         | 18                |
| Francia           | 33                |
| Germania          | 16                |
| Grecia            | 1                 |
| Irlanda           | 7                 |
| Italia            | 8                 |
| Nuova Zelanda     | 9                 |
| Paesi Bassi       | 22                |
| Polonia           | 6                 |
| Regno Unito       | 2                 |
| Romania           | 3                 |
| Spagna            | 7                 |
| Stati Uniti       | 23                |
| Svezia            | 36                |
| Svizzera          | 22                |
| Ungheria          | 6                 |